# Kwasówka (województwo lubelskie)
Kwasówka – wieś w Polsce położona w województwie lubelskim, w powiecie bialskim, w gminie Drelów. Wieś jest położona przy drodze wojewódzkiej nr .
Wieś jest sołectwem w gminie Drelów. Według Narodowego Spisu Powszechnego Ludności i Mieszkań z roku 2011 wieś miała 239 mieszkańców.
Wierni Kościoła rzymskokatolickiego należą do parafii Niepokalanego Poczęcia Najświętszej Maryi Panny w Drelowie.

## Historia

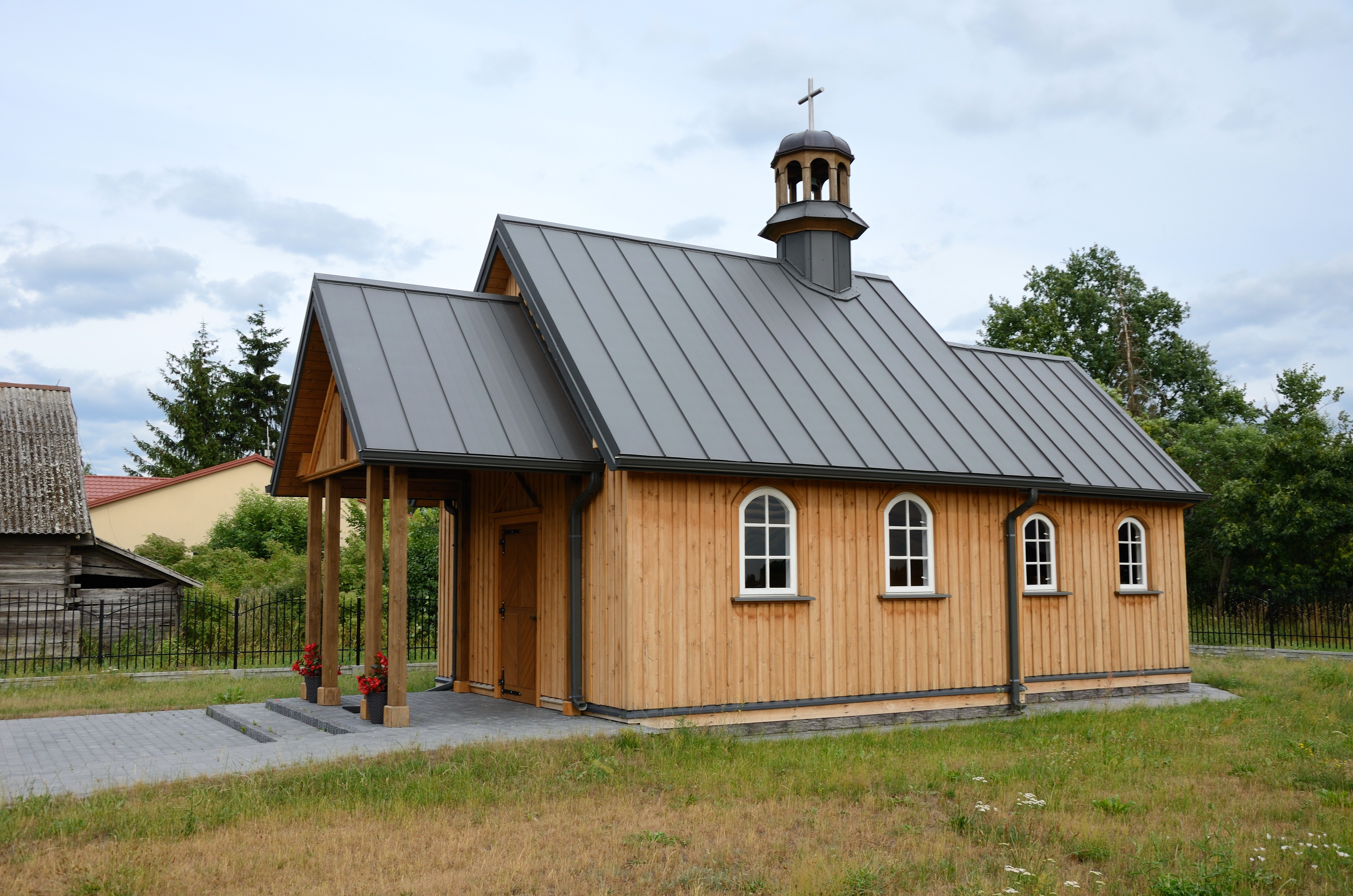
Kaplica w Kwasówce

Wieś była własnością starosty guzowskiego i nowomiejskiego Stanisława Opalińskiego, leżała w województwie podlaskim w 1673 roku.
W wieku XIX wieś w dobrach Międzyrzec hrabiny Potockiej w roku 1883 liczyła  44 osady, z gruntem mórg 945.
W latach 1975–1998 miejscowość administracyjnie należała do województwa bialskopodlaskiego.
W 2016 r. wybudowano we wsi drewnianą kaplicę Matki Boskiej Częstochowskiej.